# Culturama
Culturama ist ein jährliches Festival auf der Karibikinsel Nevis.
Das Festival entstand in Anlehnung an „Carnival“-Veranstaltungen anderer karibischer Inseln. Es finde jährlich im späten Juli/Anfang August statt.
Das Festival betont die kulturellen Traditionen durch Musikveranstaltungen, Food Festivals und einer Parade durch Charlestown.

## Geschichte
Das Festival besteht seit 1974. Die Idee entstand im Februar 1974 während eines Treffens der Nevis Dramatic and Cultural Society (NEDACS).